# LivaNova
LivaNova PLC ist ein global tätiges Medizintechnikunternehmen mit Konzernsitz in London. LivaNova ist in mehr als 100 Ländern weltweit vertreten und beschäftigt mehr als 4000 Mitarbeiter. Das Unternehmen ist in zwei Business Franchises aufgeteilt: Cardiovascular und Neuromodulation.

## Geschichte
Am 26. Februar 2015 gaben die italienische Sorin Group (Umsatz 2014 mit 746 Mio. EUR) und die US-amerikanische Cyberonics bekannt, eine Fusion unter Gleichen zu planen. Dabei sollten die Cyberonics-Aktionäre 54 % und die bisherigen Sorin-Aktionäre 46 % an der neuen Gesellschaft mit Sitz in Großbritannien halten, die als LivaNova PLC firmieren sollte. Der CEO der Sorin Group André-Michel Ballester soll die gleiche Funktion bei der neuen Gesellschaft ausüben, während der CEO von Cyberonics, Dan Moore, den Verwaltungsratsvorsitz (Chairman of the Board) übernehmen wird. Am 19. Oktober 2015 wurde die Fusion vollzogen. Im November 2017 wurde bekanntgegeben, dass der Herzrhythmusmanagement-Geschäftsbereich an das in Shanghai ansässige Unternehmen MicroPort für 190 Millionen Dollar in bar abgegeben werden soll. Im April 2018 wurde die Übernahme abgeschlossen.

## Standorte
LivaNova unterhält Fertigungs- und Entwicklungsstandorte in folgenden Ländern:

### Deutschland
Am Standort München werden medizinische Geräte (Herz-Lungen-Maschinen, Autotransfusionssysteme und Hypothermiegeräte) entwickelt und gefertigt. Der heutige Standort wurde am 24. November 2000 neu bezogen. Im Jahr 2014 erfolgte eine Werkserweiterung auf insgesamt 11.000 m².
Die Ursprünge der LivaNova Deutschland GmbH gehen auf August Stöckert zurück. Das Unternehmen beschäftigte sich ab 1940 mit der Reparatur und Sonderanfertigung chirurgischer Instrumente. Im Jahr 1973 wurde die Entwicklung und Produktion der ersten modularen Herz-Lungen-Maschinen begonnen und die Gründung der „Stöckert Instrumente GmbH & Co. KG“ durch Friedemann Stöckert (1941–2016), dem Sohn August Stöckerts vollzogen. Der Unternehmensstandort befindet sich bis in die 1970er Jahre in der Fürstenstraße 12 in München. Danach findet ein Umzug in die Osterwaldstraße 10 statt. Im Jahr 1980 konnte die Produktpalette durch die Übernahme der Medi-Globe CardioPlast in Ludwigsstadt erweitert werden. Die Struktur des damit geschaffenen Gesamtunternehmens machte es jetzt möglich, neben einem umfangreichen Standardprogramm auch kundenspezifische Produkte anzufertigen. Im Jahr 1983 wurde Stöckert von Shiley Inc. von Pfizer übernommen. Im Jahr 1992 verkaufte Pfizer Stöckert an die Sorin Biomedica S.p.A. Am 15. Februar 2017 erfolgte die Umfirmierung der Sorin Group Deutschland GmbH in die LivaNova Deutschland GmbH. Im Jahr 2016 wurde am Standort ein Umsatz von 121,1 Mio. € erzielt.

### Italien
Am Standort Saluggia befinden sich Forschung und Entwicklung und Produktion von mechanischen Herzklappen, Ringen, Zubehör und Nitinol-Stents.
Im Werk Mirandola werden u. a. Einwegartikel für Autotransfusionssysteme und Oxygenatoren hergestellt. Der Standort ist mit über 700 Mitarbeitern der größte LivaNova-Standort. Am 20. und 29. Mai 2012 wurde das Werk von mehreren schweren Erdbeben heimgesucht. Hierbei wurden einige Gebäude stark beschädigt. Es entstand jedoch kein Personenschaden.

### Frankreich
Der Standort Clamart wurde am 10. Juni 2010 neu bezogen. In diesem neuen Komplex mit 9200 m² Nutzfläche befanden sich die Entwicklungsabteilung für Herzschrittmacher und  auf rund 3200 m² die Produktion für Herzschrittmacher (Elektronik). Der Standort ging 2018 mit dem Verkauf der Cardiac Rhythm Management Sparte an das Unternehmen MicroPort.

### USA
In Denver werden Einwegartikel wie Oxygenatoren und Schlauchsets für den amerikanischen Markt gefertigt.
Am Standort Houston sind über 300 Mitarbeiter beschäftigt. Es werden über 14.000 Geräte für die Neuromodulation für den weltweiten Bedarf hergestellt.

### Kanada
In Burnaby beschäftigt der Konzern rund 250 Mitarbeiter für die Herzklappenfertigung. Das Unternehmen in Kanada wurde im Jahr 1982 gegründet.

### Dominikanische Republik
Am Standort Santo Domingo werden für den amerikanischen Markt Herz-Schrittmacher produziert.

### Brasilien
In São Paulo werden Herz-Lungen-Maschinen, Oxygenatoren und Schlauchsets für den südamerikanischen Markt hergestellt.

## Produkte
| Business Franchise | Produktgruppe          | Produkt                                                            | Fertigungsstandort(e)     | Besonderheiten          |
| ------------------ | ---------------------- | ------------------------------------------------------------------ | ------------------------- | ----------------------- |
| Cardiac Surgery    | Herz-Lungen-Maschine   | S5, C5, ESSENZ                                                     | München                   | Modularität             |
| Cardiac Surgery    | ATS                    | Xtra, Xvac                                                         | München                   |                         |
| Cardiac Surgery    | Temperiergerät         | 3T Heater-Cooler                                                   | Lauda-Königshofen         |                         |
| Cardiac Surgery    | Oxygenatoren           | Inspire, Kids                                                      | Mirandola                 |                         |
| Cardiac Surgery    | Datenmanagementsysteme | Connect & HeartLink                                                | München                   |                         |
| Cardiac Surgery    | Herzklappen            | Parceval                                                           | Saluggia                  |                         |
| Cardiac Surgery    | Herzklappen            | u. a. Solo Smart, Soprano Armonia, Fredom Solo                     | Saluggia, Denver, Burnaby | Biologische Herzklappen |
| Cardiac Surgery    | Herzklappen            | u. a. Memo 3D, Carbo-Seal Valsal, Bicarbon, Pyrolytic Carbon       | Saluggia                  | Mechanische Herzklappen |
| Cardiac Surgery    | Herzklappen            | u. a. Memo 3DTM, Memo 3D ReChordTM, AnnuloFloTM, AnnuloFlexTM      | Saluggia, Denver, Burnaby | Reparaturset            |
| Cardiac Surgery    | Kanülen                | Optiflow                                                           | Mirandola                 |                         |
| Neuromodulation    | VNS Therapy System     | PulseTM, Pulse DuoTM, Demipulse, Demipulse Duo, AspireHC, AspireSR | Houston                   |                         |

## Marktumfeld
Umsatz und Marktanteile Stand 2016, CRM Stand 2013.
Die Produktsparte Cardiopulmonary umfasst Oxygenatoren, Herz-Lungen-Maschine, Maschinelle Autotransfusion
| Sparte                                           | Umsatzvolumen in Mio. € | Marktvolumen in Mio. € | Marktanteil in % | Marktwachstum in % p. a. | Wettbewerber                                                 |
| ------------------------------------------------ | ----------------------- | ---------------------- | ---------------- | ------------------------ | ------------------------------------------------------------ |
| Cardiopulmonary                                  | 475                     | 2.000                  | 23,8             | 1-3                      | Medtronic, Maquet, Terumo                                    |
| Neuromodulation                                  | 350                     | 4.100                  | 8,5              | > 10                     | Medtronic, Boston Scientific, Abbott Laboratories            |
| Herzschrittmacher (Geschäftsfeld 2018 veräußert) | 278                     | 4.000                  | 6,9              | > 5                      | Medtronic, Abbott Laboratories, Boston Scientific, Biotronik |
| Herzklappen                                      | 140                     | 1.700                  | 8,2              | 1-3                      | Medtronic, Abbott Laboratories, Edwards Lifesciences         |

## Umsatz nach Märkten
Alle Umsatzangaben in Millionen USD aufgerundet.
| Region | Cardiac Surgery | Neuromodulation | Cardiac Rhythm Management | Andere     | Gesamt         |
| ------ | --------------- | --------------- | ------------------------- | ---------- | -------------- |
| USA    | 182 Mio. $      | 298 Mio. $      | 10 Mio. $                 | -          | 490 Mio. $     |
| Europa | 173 Mio. $      | 32 Mio. $       | 197 Mio. $                | 0,1 Mio. $ | 402,1 Mio. $   |
| Rest   | 257 Mio. $      | 21 Mio. $       | 42 Mio. $                 | 1,6 Mio. $ | 321,6 Mio. $   |
| Gesamt | 612 Mio. $      | 351 Mio. $      | 249 Mio. $                | 1,7 Mio. $ | 1.213,7 Mio. $ |

## Investoren
Von LivaNova sind 48.185.995 Aktien im Umlauf. Die größten Investoren mit 3 % und mehr Aktienbesitz sind (Stand 2. November 2017)
| Anteilseigner                            | Aktien     | Anteil in % |
| ---------------------------------------- | ---------- | ----------- |
| Franklin Resources Inc.                  | 5.089.070  | 10,56       |
| Fidelity Management and Research Company | 4.806.877  | 9,98        |
| BlackRock Institutional Trust Company NA | 4.648.780  | 9,65        |
| FEquinox Two S c a                       | 4.318.388  | 8,96        |
| Templeton Investment Counsel LLC         | 3.723.569  | 7,73        |
| T. Rowe Price Associates, Inc.           | 2.513.179  | 5,22        |
| Columbia Wanger Asset Management LLC     | 2.002.719  | 4,16        |
| Fidelity Advisor® Small Cap Value A      | 1.980.051  | 4,11        |
| State Street Corp                        | 1.835.428  | 3,81        |
| Capital Research Global Investors        | 1.650.000  | 3,42        |
| VA CollegeAmerica New Economy 529F       | 1.650.000  | 3,42        |
| T. Rowe Price International Stock        | 1.539.441  | 3,19        |
| Streubesitz                              | 12.428.493 | 25,79       |